# Martin Vester
Martin "Franchise" Vester (født 31. juli 1982) er en tidligere dansk landsholdspiller i amerikansk fodbold (wide receiver/defensive back).
Martin Vester startede 1999 i Vestegnen Volunteers hvor han spillede frem til 2001. Derefter har han frem til 2009 spillet for Hvidovre Stars, men havde grundet arbejds- og personlige forhold valgt ikke at spille for Hvidovre Stars 2010 og skiftede til den mindre klub Avedøre Monarchs i Avedøre IF.
Martin Vester var ud over at være en meget højt profileret spiller i den danske Nationalligaen også er en etableret landsholdsspiller på det danske A-landshold. Han var 2008 i USA for at spille i NCAA.
En dopingprøve taget den 9. marts 2010 viste spor af det anabolske stof stanozolol i både A- og B-prøven. Martin Vester blev udelukket fra al trænings- og konkurrencevirksomhed under Danmarks Idræts-Forbund i to år frem til den 21. april 2012. 